# Hydroptila thersandros
Hydroptila thersandros is een schietmot uit de familie Hydroptilidae. De soort komt voor in het Oriëntaals gebied.